# Евпъл Поленински
Евпъл (на гръцки: Εύπλος, Евплос) е православен духовник, епископ на Вселенската патриаршия.

## Биография
Евпъл става духовник и е избран за епископ на Поленинска епархия. В 1561 година подписът на Евпъл е поставен от патриарх Йоасаф II Константинополски на Грамотата за даване на царска титла на московския велик княз Иван IV.